# Streuungsfächerkarte
Eine Streuungsfächerkarte 
(englisch: fan chart)
besteht aus einer Gruppe von Streuungsfächern, 
welche nach zwei kategorisierenden Dimensionen positioniert werden können.
Ein Streuungsfächer ist ein kreisförmiges Diagramm,
das die gleichen Angaben zur Streuung 
wie ein Boxplot darstellt, 
nämlich Median, Quartile sowie zwei Extremwerte.

## Aufbau
Ein Streuungsfächer
besteht aus:
1. einer Kreislinie als Skala,
2. einer Durchmesserlinie zur Anzeige des Medians,
3. dem Fächer (einem Kreissegment) zur Anzeige der Quartile
4. zwei Federn zur Anzeige der Extremwerte.

Die Skala beginnt auf der Kreislinie ganz links mit dem Startwert
(zum Beispiel mit Null). Die weiteren Werte werden im Uhrzeigersinn
aufgetragen. Das weiße Ende der Durchmesserlinie zeigt auf den Wert des
Medians. Der dunkle Fächer zeigt die Streuung der mittleren 50 %
der Messwerte an; er reicht also vom ersten bis zum dritten Quartil. Mit
den weißen Federn wird der Streubereich der mittleren 90 % der
Messwerte dargestellt.
Die Länge des weißen Abschnittes der Durchmesserlinie korrespondiert mit der Anzahl Messwerte.

## Anwendung
Mit einer Streuungsfächerkarte
lässt sich ein rascher Überblick
über die Ausprägungen eines Messwertes gewinnen,
der von zwei Variablen abhängig ist.
Dies ist möglich dank der kompakten Darstellung und der fixen,
von den dargestellten Werten unabhängigen Ausdehnung der
einzelnen Streuungsfächer.
Der wesentliche Vorteil einer Streuungsfächerkarte im Vergleich
zu einer Gruppe aneinander gereihter Boxplots besteht darin,
dass die Streuungsfächer nicht nur in eine Richtung,
sondern in zwei Richtungen (horizontal und vertikal)
verglichen werden können.

## Beispiel
Das für das folgende Beispiel verwendete Datenset MathAchieve stammt aus dem R-Paket nlme von Jose Pinheiro et al. Es beinhaltet Ergebnisse von Mathematikprüfungen von 7185 Studenten. Die Studenten sind kategorisiert nach Geschlecht und Zugehörigkeit zu einer ethnischen Minorität.

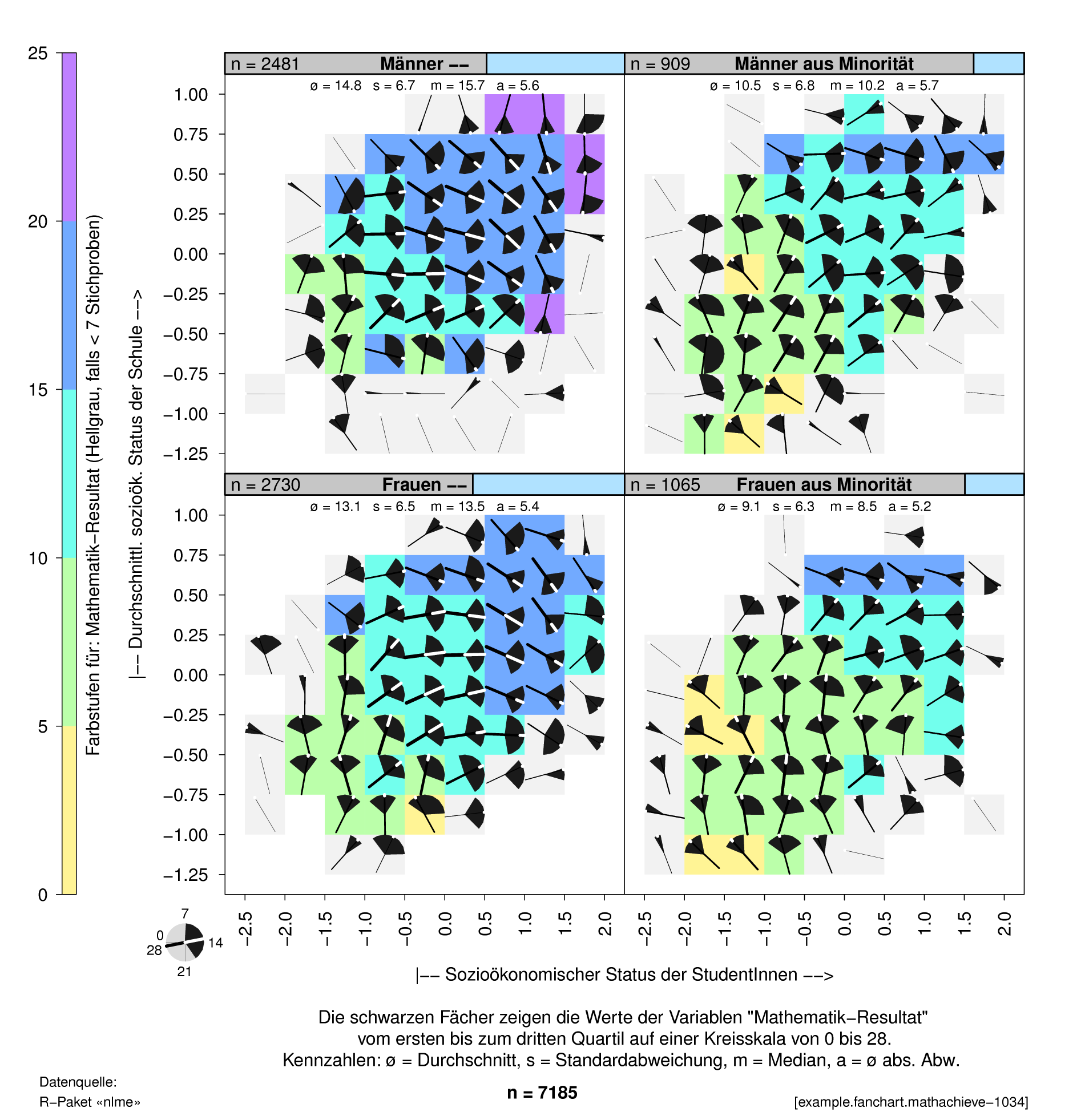
7185 Mathematikprüfungen: Resultate nach Geschlecht und Zugehörigkeit zu einer Minorität

In der Grafik wurden die Prüfungsresultate in Abhängigkeit vom sozioökonomischen Status der Studenten (x-Achse) und vom durchschnittlichen sozioökonomischen Status der Mitstudenten an ihrer Hochschule (y-Achse) abgebildet. In den vier Hauptgrafikfeldern werden Studenten nach ihrem Geschlecht und nach der Zugehörigkeit zu einer Minorität unterschieden.
Diese Grafik zeigt anschaulich, wie der mittlere Wert zum Teil einer großen Haupttendenz folgt, obwohl die Werte in den einzelnen Untergruppen (in den Zellen) stark streuen und man deshalb über eine mögliche Korrelation ins Zweifeln geraten könnte.